# Радослав Родић Роки
Радослав Родић Роки (Рипањ, 15. октобар 1950) српски је и бивши југословенски певач фолк и рок музике. Младост је провео у главном граду Србије, а још у школи је добио надимак Роки.

## Биографија
Заједно са тројицом школских пријатеља основао је рок састав Хелиос, раних 1970-их. Већ тада је бележио мање локалне успехе; међутим, наступи бенда били су ограничени на мање музичке фестивале и друга мања приватна дешавања.
Издали су и један сингл Свему си крива ти, у издању ПГП РТБ.
Једно време живео је у САД и бавио се угоститељством. По повратку из САД, захваљујући изгледу и вокалним способностима, брзо се учврстио на фолк сцени и био један од најуспешнијих фолк певача на југословенском простору осамдесетих година. Био је миљеник жена.
Композиторски дуо Александар Фута Радуловић и Марина Туцаковић избацују га у врх фолк сцене, а из те плодне сарадње остали су незаборавни хитови, који се и данас слушају: Жена, Волим да те волим, Плавуша, Како си ти...
Двоструки је победник фестивала МЕСАМ. Данас се повукао из очију јавности и веома ретко се појављује на сцени.

## Фестивали
- 1985. МЕСАМ — Волим да те волим (оригинал извођач Хашим Кучук Хоки)
- 1986. МЕСАМ — Жена, победничка песма
- 1987. Илиџа — Погледај једном уназад
- 1987. МЕСАМ — Моја љубо, победничка песма
- 1992. Хит парада — Вера
- 2012. Гранд фестивал — Свако је некад Бог

## Албуми
- Частио сам, 1985.
- Линија живота, 1986.
- Збогом, збогом свима, 1987.
- Жена, 1987.
- Југо, моја Југо, 1988.
- Веруј, 1991.
- Боли ме..., 1996.
- Поново, 1999.
- Боља него друге, 2003.